# Replacement piece
Replacement piece is een artistiek kunstwerk in Amsterdam-Zuid.
Het is een werk van Ger van Elk, die bij vier wegdekken in Europa een stuk verving voor een “monochrome kleurendruk op een plaat van roestvast staal”. De eerste versie van het kunstwerk Replacement piece werd in 1969 neergelegd in een asfaltstrook voor de Kunsthalle Bern ten tijde van de tentoonstelling When attitudes becomes form. Dit werk ging ten onder aan verkeers- en weersinvloeden. Een tweede versie, daterend van rond 2011, kwam in handen van het Kröller-Müller Museum; het is een plaat van 1m² groot die het patroon heeft van de omliggende tegels van een voetpad en als afwijkende tegel nauwelijks opvalt. In de loop der jaren verbleekten echter de “natuurlijke” tegels, waardoor kleurnuances ontstonden. Een derde exemplaar kwam te liggen in Venetië toen daar dezelfde tentoonstelling in Bern daar plaatsvond, in het Fondazione Prada Venezia.
Een relatief groot deel van het werk van Ger van Elk is terug te vinden in het Stedelijk Museum Amsterdam. Na een langdurige verbouwing kwam in 2012 een heropening waarbij werken van Van Elk uit het depot richting vaste opstelling verhuisden. Overleg tussen museum en kunstenaar leverde in 2014 een plaats op in de traverse tussen de nieuwe vleugel (Badkuip) en de ingang van de parkeergarage (Het oor). Die traverse heeft een dek van grijze plavuizen, die zich goed leende voor een herhaling van Replacement piece, aldus de kunstenaar. De onthulling van het door hem aan het museum geschonken werk maakte hij echter niet meer mee. Het werk wordt aangegeven door een infobord dat eveneens in de grond is weggewerkt, maar toch blijft het kunstwerk nauwelijks als zodanig onherkenbaar.
Op 10 november 2014 werd het beeld “onthuld” in het bijzijn van zijn weduwe en zoon.
In juli 2021 verklaarde kunsthistoricus Wieteke van Zeil het in het televisieprogramma Kunst op gevoel als een van de “eenzaamste kunstwerken”. Weinigen weten dat het er is en het is ook nog eens nauwelijks opvallend.

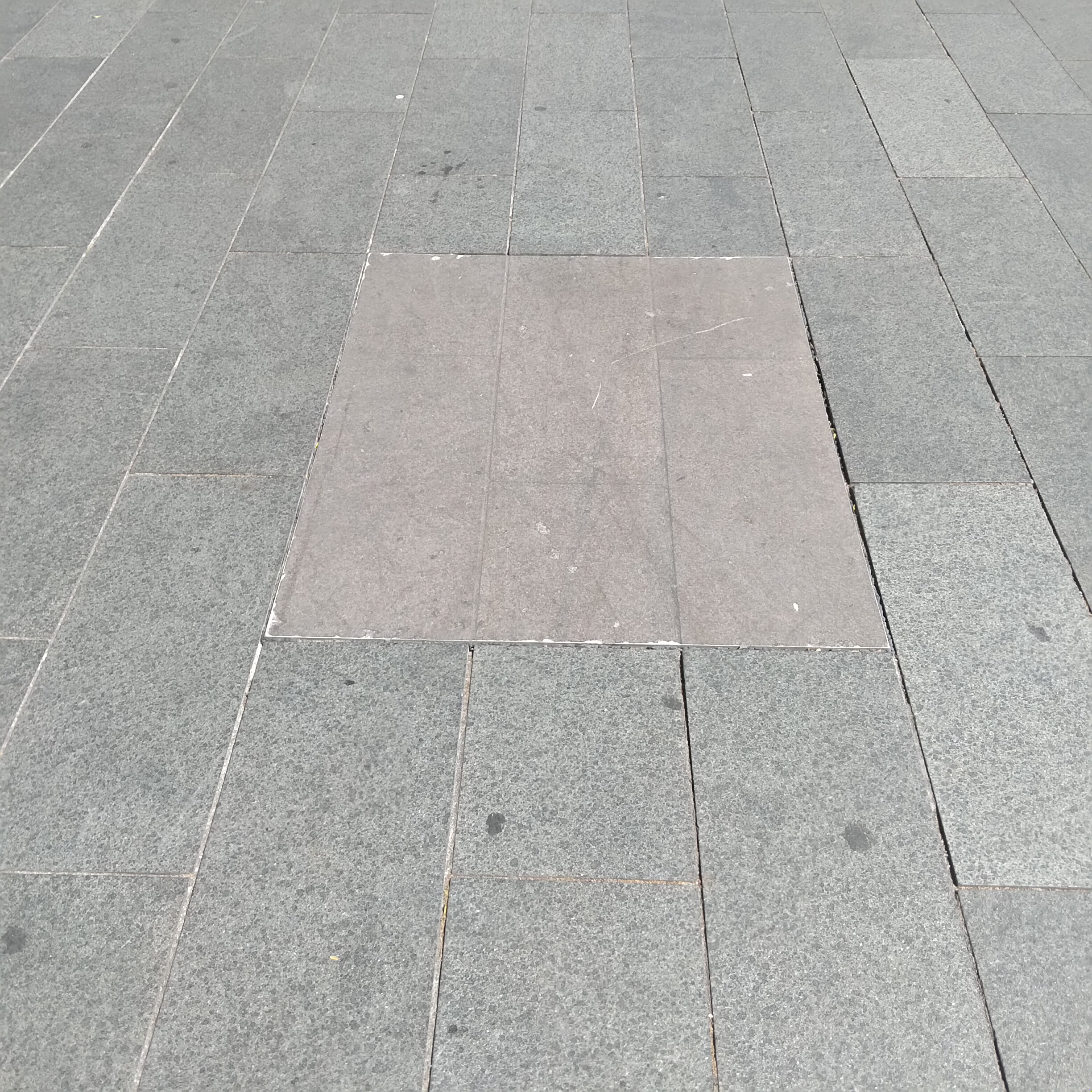
Replacement piece vanuit andere hoek (juli 2021)